# Prueba de Miller
Para el algoritmo en informática, véase Test de primalidad de Miller-Rabin.
La prueba de Miller, también llamado prueba de obscenidad de las tres puntas o test de Miller, es el test del Tribunal Supremo de los Estados Unidos para determinar si un discurso o expresión puede ser calificado de obsceno, en cuyo caso no está protegido por la Primera Enmienda de la Constitución de los Estados Unidos y puede ser prohibido.

## Historia y detalles
La prueba de Miller se desarrolló en el caso Miller contra California de 1973 y consta de tres partes:
- Si "la persona media, aplicando los estándares de la comunidad contemporánea", consideraría que la obra, en su conjunto, apela al interés lascivo,
- Si la obra representa o describe, de forma manifiestamente ofensiva, conductas sexuales o funciones excretoras[4] específicamente definidas por la legislación estatal aplicable,
- Si la obra, considerada en su conjunto, carece de valor literario, artístico, político o científico serio[nota 1].

La obra sólo se considera obscena si se cumplen las tres condiciones.
Las dos primeras etapas de la prueba de Miller se basa en los estándares de la comunidad, y la tercera en "si una persona razonable encontraría tal valor en el material, tomado en su conjunto".
Para los juristas, hay varias cuestiones importantes. Una de ellas es que la prueba permite normas comunitarias en lugar de una norma nacional. Lo que ofende a la persona media en una comunidad puede diferir de lo que ofende a la persona media en otra comunidad.
Otra cuestión importante es que la prueba Miller pide una interpretación de lo que la persona "media" considera ofensivo, en lugar de lo que ofende a las personas más sensibles de la comunidad, como se definía la obscenidad en la prueba anterior, la prueba de Hicklin, derivada del precedente inglés.
En la práctica, la pornografía que muestra genitales y actos sexuales no es ipso facto obscena según la prueba de Miller. Por ejemplo, en 2000, un jurado de Provo, Utah, tardó sólo unos minutos en absolver a Larry Peterman, propietario de un videoclub Movie Buffs, en el condado de Utah. Se le había acusado de distribución de material obsceno por alquilar vídeos pornográficos que se exhibían en una zona de la tienda con mamparas, claramente señalizada como sólo para adultos. La región del condado de Utah se había jactado a menudo de ser una de las zonas socialmente más conservadoras de Estados Unidos. Sin embargo, los investigadores habían demostrado que los huéspedes del hotel Marriott de la zona eran consumidores desproporcionados de material pornográfico de pago, accediendo a mucho más material del que distribuía la tienda.

## Crítica

### La prueba de Miller puede conducir a una mayor censura
Dado que permite la existencia de normas comunitarias y exige un valor "serio", el juez Douglas temía en su voto particular que esta prueba facilitara la supresión del discurso y la expresión. Miller sustituyó a una prueba anterior que preguntaba si el discurso o la expresión carecían "totalmente de valor social". Sin embargo, tal y como se utiliza, la prueba dificulta en general la ilegalización de cualquier forma de expresión. Se ha argumentado con éxito que muchas obras tachadas de pornográficas tienen algún valor artístico o literario, sobre todo en el contexto del Fondo Nacional para las Artes en la década de 1990.
Se ha dicho que los dos primeros requisitos de la prueba de Miller -que el material atraiga el interés lascivo y sea manifiestamente ofensivo- exigen lo imposible: "Exigen que el público se excite y se asquee al mismo tiempo".

### El problema de la jurisdicción en la era de Internet
La llegada de Internet ha hecho que la parte de la prueba relativa a las "normas de la comunidad" sea aún más difícil de juzgar; como el material publicado en un servidor web de un lugar puede ser leído por una persona que resida en cualquier otro, se plantea la cuestión de qué jurisdicción debe aplicarse. En el caso Estados Unidos contra Extreme Associates, se consideró que un distribuidor de pornografía de North Hollywood (California) debía responder a las normas comunitarias aplicables en el oeste de Pensilvania, donde el Tercer Circuito dictó sentencia, porque el material estaba disponible a través de Internet en esa zona. El Tribunal de Apelación del Noveno Circuito de Estados Unidos dictaminó en el caso Estados Unidos contra Kilbride que debía utilizarse una "norma comunitaria nacional" para Internet, pero esto aún no se ha confirmado a nivel nacional.